# HMS Mars (1794)
Pour les autres navires du même nom, voir HMS Mars.
Le HMS Mars est un vaisseau de ligne de troisième rang de 74 canons de la Royal Navy, lancé le 25 octobre 1794 aux chantiers navals de Deptford Dockyard.

## Carrière
Lancé au début des guerres de la Révolution française, le HMS Mars est affecté à la Channel Fleet. En 1797, sous les ordres du captain Alexander Hood, il joue un rôle important dans la mutinerie de Spithead. En 1798, il combat le vaisseau français Hercule (74 canons), au crépuscule près de la Pointe du Raz au large des côtes de Bretagne. L’Hercule, qui effectuait son voyage inaugural, tente de s'échapper à travers le passage du Raz mais la marée l'entraîne dans la mauvaise direction et il est contraint de jeter l'ancre, permettant au capitaine Hood d'entamer un combat rapproché. Les deux vaisseaux étaient de force égale, après plus d'une heure et demie d'un sanglant combat rapproché, le vaisseau français abaisse son pavillon, avec 290 tués ou blessés à son bord. Le HMS Mars doit lui déplorer 31 tués et 60 blessés. Au nombre des victimes, le capitaine Hood qui décède — selon les récits britanniques — juste après avoir reçu l'épée de Louis L’Héritier en signe de reddition.

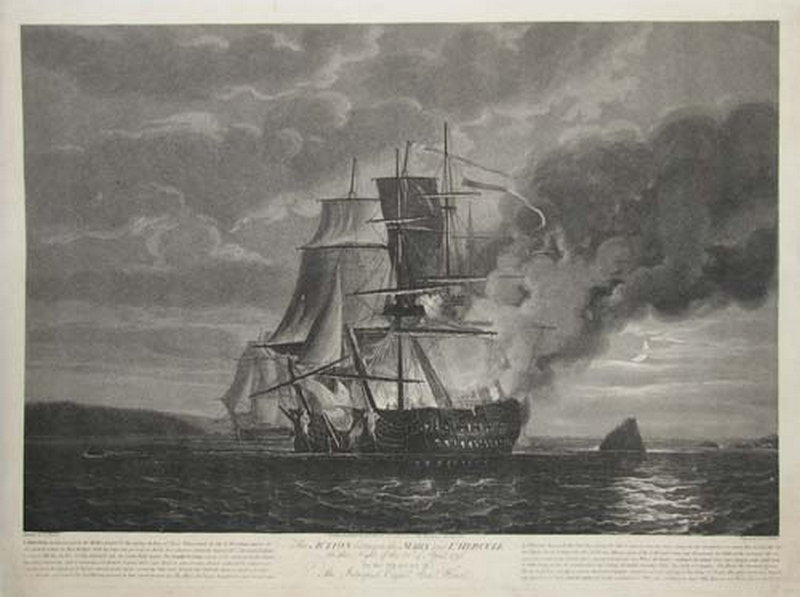
Combat entre le Mars et L'Hercule

Le Mars combat à Trafalgar où il est gravement endommagé après avoir combattu contre cinq différent vaisseaux de 74 canons français et espagnols. Trois officiers et 25 hommes d'équipage sont tués au combat, parmi eux George Duff.
En 1806, en service dans la Channel Fleet il prend part à un combat au large de Chasseron et capture quatre navires français. Il est envoyé par la suite au large du Portugal et en mer Baltique.
Le Mars est placé en réserve à partir de 1813. Il est démantelé en 1823.

## Sources et bibliographie
- William James, Naval History of Great Britain, 1793–1827.
- (en) J. J. Colledge et Ben Warlow, Ships of the Royal Navy: The Complete Record of all Fighting Ships of the Royal Navy, Londres, Chatham, 2006 1969, Rev. éd., 396 p. (ISBN 978-1-86176-281-8, OCLC 67375475)
- (en) Brian Lavery, The Ship of the Line, vol. 1 : The Development of the Battlefleet 1650-1850, Conway Maritime Press, 2003 (ISBN 0-85177-252-8)
- (en) Rif Winfield, The Sail and Steam Navy List: All the Ships of the Royal Navy 1815–1889, Chatham Publishing, 2004 (ISBN 978-1-86176-032-6, OCLC 52620555)